# 加拿大草茱萸
草茱萸（Cornus canadensis）是山茱萸科草茱萸屬的一種草本植物。約20–30 cm高，有白色小花，直徑只有數個毫米寬。
其种加词“canadensis”意为“加拿大的”。

## 描述
草茱萸原產於中國北部的吉林省、朝鲜、日本、俄羅斯遠東地區及北美洲，一般可在山地的針葉林內比較潮濕的樹林邊緣，又或在老樹樁上，又或在長滿青苔的地方，以及其他開揚和潮濕的地方發現，比較稀有。草茱萸屬於中生植物，需要較為清涼及潮濕的土壤。